# Pulse (film 1995)
Pulse (reso graficamente come P•U•L•S•E) è un film concerto dei Pink Floyd che documenta il concerto tenuto dal gruppo il 20 ottobre 1994 all'Earls Court Exhibition Centre di Londra, durante il The Division Bell Tour.
La scaletta comprende brani tratti da The Division Bell, alcuni classici di repertorio, tra cui la riproposizione integrale dell'album The Dark Side of the Moon.
Come tutti i concerti dei Pink Floyd è caratterizzato da un grande allestimento scenografico composto da luci, raggi laser, fuochi d'artificio e videoproiezioni.
Alla fine della canzone On the Run, un aereo attraversa la platea per poi schiantarsi al lato del palco, mentre durante One of These Days compaiono due giganteschi pupazzi rappresentanti dei maiali (idea già utilizzata dal gruppo nel tour di Animals). Durante l'assolo di Comfortably Numb una sfera ricoperta di specchi, calata al centro dell'arena, viene illuminata da potenti fari, per poi aprirsi fino a formare un fiore.

## Trasmissione in Mondovisione
Prima di venire trasposto in formato VHS, e successivamente DVD, il concerto fu trasmesso in diretta televisiva mondiale. La RAI si aggiudicò i diritti di trasmissione in esclusiva per l'Italia: l'esibizione fu collocata all'interno di un'edizione speciale di Notte Rock, andata in onda su Raiuno alle 22:40. L'intero concerto fu replicato quasi un mese dopo, ovvero il 16 novembre 1994, sempre da Notte Rock ed allo stesso orario.

## Tracce
Disco uno:
1. Shine On You Crazy Diamond (versione da concerto) (Gilmour / Waters / Wright)
2. Astronomy Domine (Barrett)
3. What Do You Want From Me (Gilmour / Wright / Samson)
4. Learning to Fly (Gilmour / Moore / Ezrin / Carin)
5. High Hopes (Gilmour / Samson)
6. Take It Back (Gilmour / Ezrin / Samson / Laird-Clowes)
7. Coming Back to Life (Gilmour)
8. Sorrow (Gilmour)
9. Keep Talking (Gilmour / Wright / Samson)
10. Another Brick in the Wall (Part 2) (Waters)
11. One of These Days (Gilmour / Mason / Waters / Wright)

Disco due:
1. Speak to Me (Mason)
2. Breathe (Gilmour / Waters / Wright)
3. On the Run (Gilmour / Waters)
4. Time (Gilmour / Mason / Waters / Wright)
5. The Great Gig in the Sky (Wright / Clare Torry)
6. Money (Waters)
7. Us and Them (Waters / Wright)
8. Any Colour You Like (Gilmour / Mason / Wright)
9. Brain Damage (Waters)
10. Eclipse (Waters)
11. Wish You Were Here (Gilmour / Waters)
12. Comfortably Numb (Gilmour / Waters)
13. Run Like Hell (Gilmour / Waters)